# Hygroamblystegium caudicaule
Hygroamblystegium caudicaule är en bladmossart som beskrevs av Brotherus 1908. Hygroamblystegium caudicaule ingår i släktet Hygroamblystegium och familjen Amblystegiaceae. Inga underarter finns listade i Catalogue of Life.